# I Want a Woman
I Want a Woman è un singolo del gruppo musicale statunitense Ratt, il secondo estratto dal loro quarto album in studio Reach for the Sky nel 1989.

## Video musicale
Il videoclip del brano è stato parzialmente girato al The Palace of Auburn Hills in Michigan nel gennaio 1989.

## Tracce
1. I Want a Woman – 3:56
2. What I'm After – 3:34